# Xã Williams, Michigan
Xã Williams (tiếng Anh: Williams Township) là một xã thuộc quận Bay, tiểu bang Michigan, Hoa Kỳ. Năm 2010, dân số của xã này là 4.772 người.